# Hoch-Ybrig
Hoch-Ybrig är ett vintersportområde i kommunerna Oberiberg och Unteriberg i kantonen Schwyz i Schweiz.  Juniorvärldsmästerskapen i alpin skidsport 1996 avgjordes här.

### Fotnoter
1. ↑  ”Results FIS Alpine Junior World Ski Championships” (på engelska). FIS. 27 februari-3 mars 1996. http://data.fis-ski.com/alpine-skiing/results.html?place_search=&seasoncode_search=1996&sector_search=AL&date_search=&gender_search=&category_search=WJC&codex_search=&nation_search=&disciplinecode_search=&date_from=01&search=Search&limit=50. Läst 11 februari 2014.